# لواس
لواس (انگلیسی: Luas) سیستم تراموا و قطار سبک شهری در شهر دوبلین، جمهوری ایرلند است.
این تراموا که در سال ۲۰۰۴ تأسیس شده دارای ۲ خط، ۶۷ ایستگاه و ۴۲ کیلومتر طول است. در سال ۲۰۱۸ میلادی ۴۱٫۸ میلیون نفر از از لواس استفاده کرده‌اند که نسبت به سال ۲۰۱۷ میلادی ۱۱٫۲٪ افزایش داشته است.

## نگارخانه

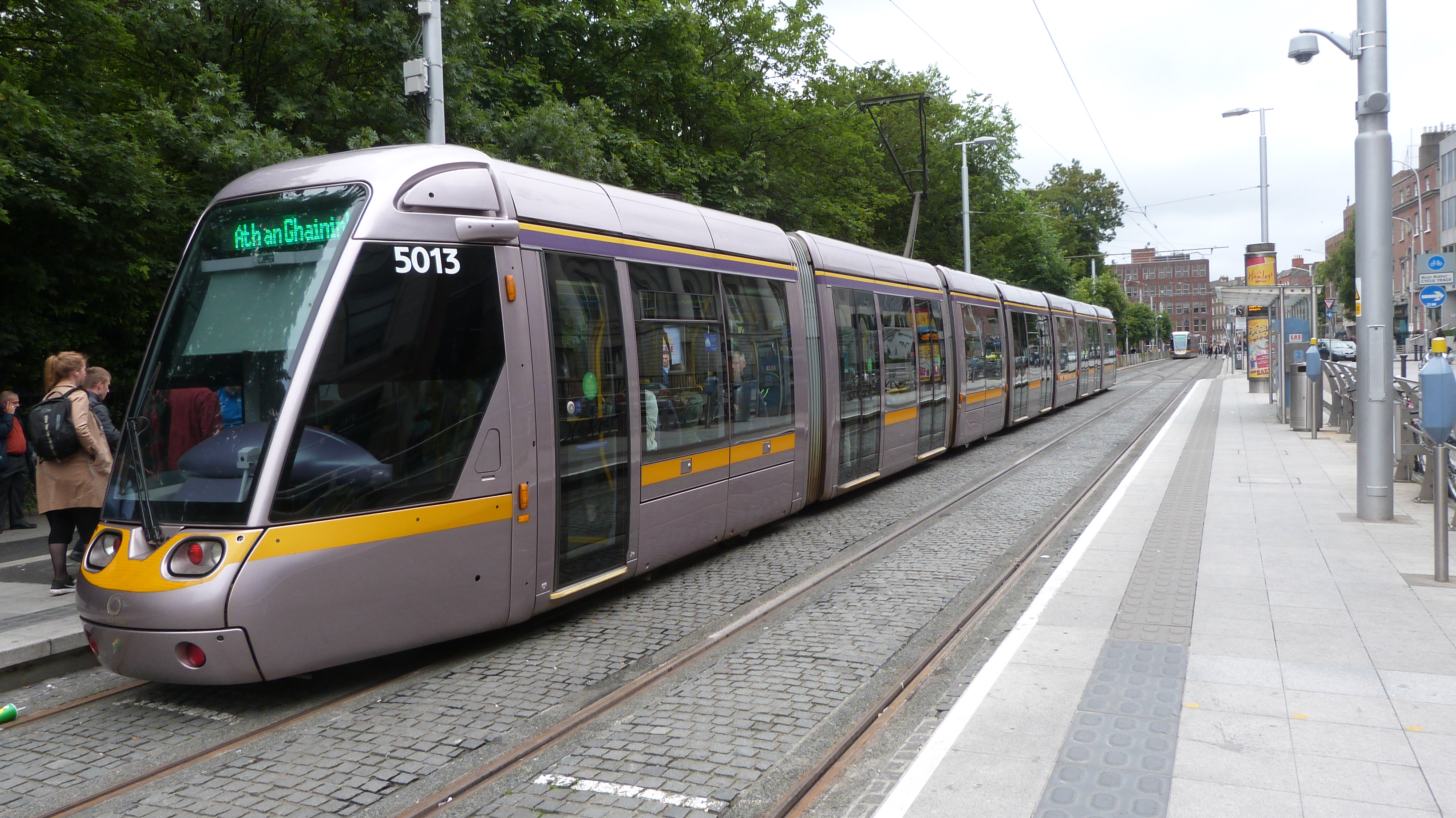
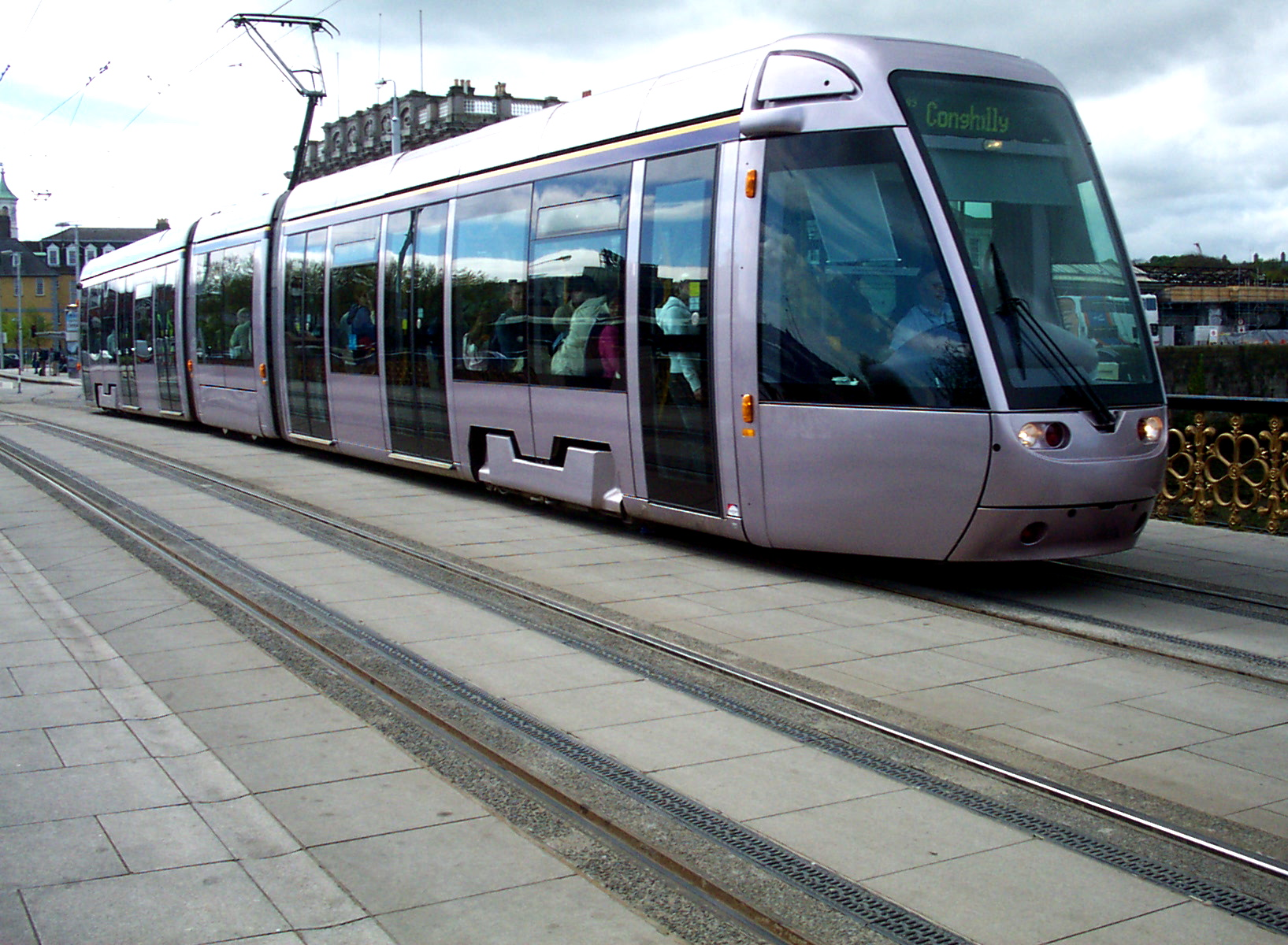
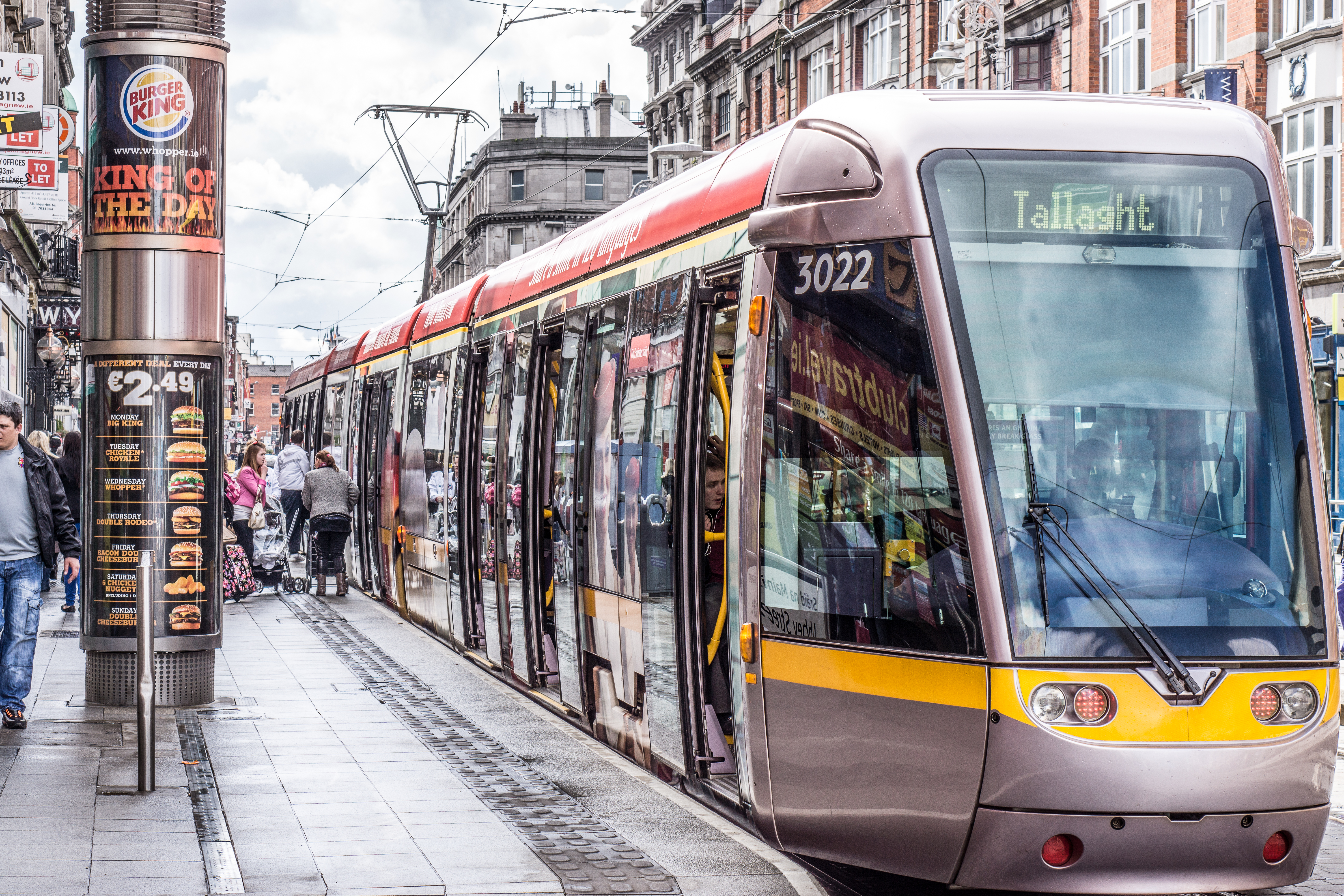
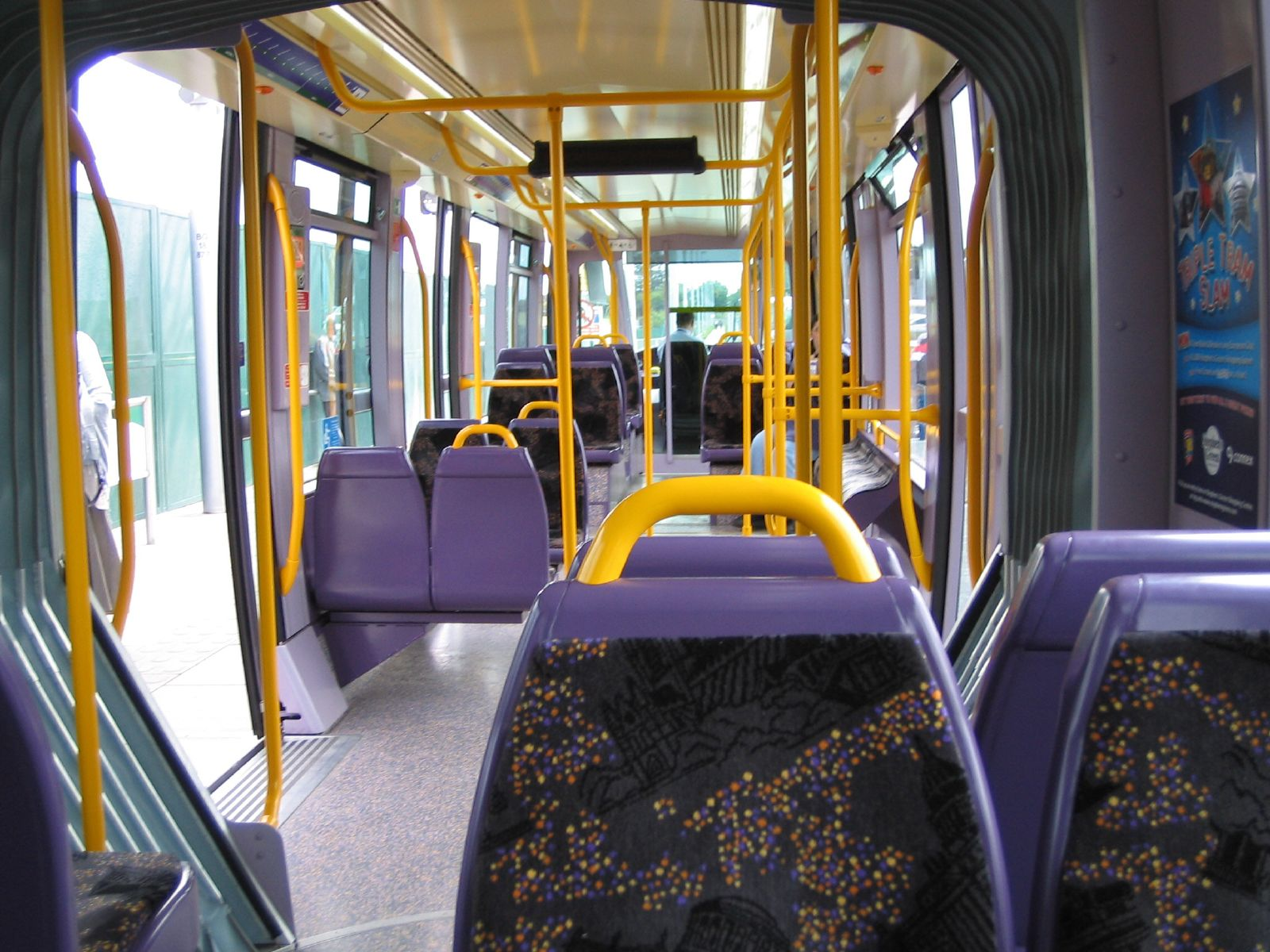